# 高坂好
高坂 好（こうさか このむ、1911年12月5日 - 1971年8月17日）は、日本の教員、歴史家、郷土史家。

## 略歴
兵庫県飾磨郡荒川村（現在の姫路市）に生まれる。1930年、姫路高等学校文科甲類に入学し、1933年に卒業した。同年、東京帝国大学文学国史学科に入学した。同期入学に磯貝正義、井上清、奥田真啓、新城常三らがいる。卒業論文「中世に於ける地方寺院−特に寺領荘園の場合」をまとめ、1936年に卒業。兵庫県立龍野高等女学校教諭を経て、鹿児島県立第二鹿児島中学校に教諭として勤める。その傍ら、1939年9月から1941年9月まで鹿児島県史編纂のため臨時委員を委嘱された。同年11月から兵庫県立第一神戸商業学校教諭となるも病気のため1942年7月に退職した。快復すると、妻の兄が経営する鳳商店に入社し、取締役となる。1960年には新宮町史編纂委員を委嘱され、『播磨新宮町史』の編さんに携わる。1967年には兵庫史学会理事となる。特に赤松氏の研究に注力し、1970年には日本歴史学会編纂の人物叢書の『赤松円心・満祐』をまとめた。